# Westpolder of Noordwolderpolder
De Westpolder of Noordwolderpolder is een voormalig waterschap in de provincie Groningen.
De polder lag ten westen van Zuidwolde, tussen het Boterdiep en de Wolddijk. De noordgrens werd gevormd door de Munnikeweg en het verlengde daarvan. De zuidgrens lag ongeveer 500 m zuidelijk van de Westerseweg. De bemaling vond plaats op het Boterdiep. De molen stond op de plek van het huidige gemaal De Wolden, zo'n 250 m ten zuiden van de Eemshavenweg (N46).
Waterstaatkundig gezien ligt het gebied sinds 1995 binnen dat van het waterschap Noorderzijlvest.